# 火の女 (曲)
『火の女』（ひのおんな）は、1971年9月5日に発売された森進一の21枚目のシングル。

## 収録曲
- 両楽曲共に、作詞：川内康範

1. 火の女（4分6秒）
作曲：彩木雅夫／編曲：森岡賢一郎
2. 二人のいのち（4分15秒）
作曲・編曲：三木たかし